# Jean Hérold-Paquis
Jean Hérold-Paquis (Arches, 4 febbraio 1912 – Fontenay-aux-Roses, 11 ottobre 1945) è stato un politico e giornalista francese.

## Biografia
Esponente del Partito Popolare Francese, nel gennaio 1943 divenne commentatore radiofonico militare della più importante radio collaborazionista. i suoi interventi radiofonici terminavano sempre con la frase:
Dopo la liberazione della Francia continuò i suoi programmi da Radio Patrie, che trasmetteva da Wurtemburg. Catturato dagli Alleati negli ultimi giorni di guerra, fu processato e nel settembre 1945 condannato a morte per alto tradimento. Fu giustiziato l'11 ottobre dello stesso anno.